# Albert (Sachsen)

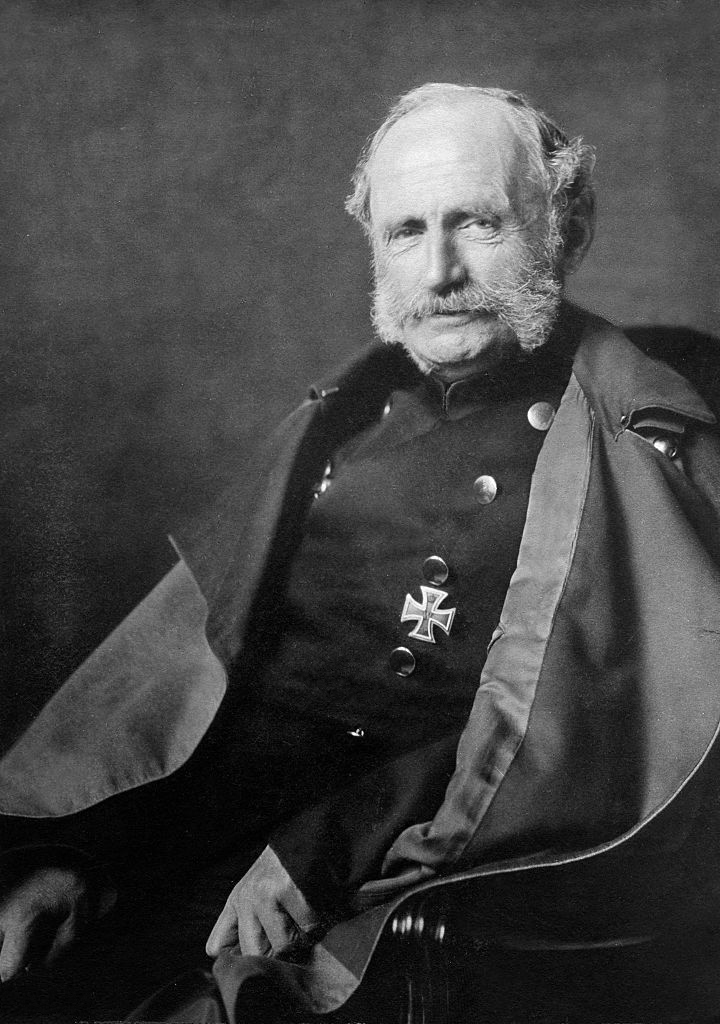
König Albert von Sachsen, Fotografie von Nicola Perscheid, 1900

Albert von Sachsen (* 23. April 1828 in Dresden; † 19. Juni 1902 in Sibyllenort) aus dem Haus Wettin war von 1873 bis zu seinem Tod König von Sachsen. Während seiner Herrschaft entwickelte sich das Königreich Sachsen zur parlamentarischen Monarchie.

## Leben

Königliches Wappen

Friedrich August Albert Anton Ferdinand Joseph Karl Maria Baptist Nepomuk Wilhelm Xaver Georg Fidelis war das zweite Kind und der erste Sohn Johanns von Sachsen und dessen Frau Amalie Auguste von Bayern. Schon im Kindesalter zeigte er ein großes Interesse am Militär und wurde in allen Waffengattungen ausgebildet, was auch seiner Zukunft als Herrscher im Königreich entsprach. Für seine Erziehung war Friedrich Albert von Langenn verantwortlich. Albert besuchte nach Ablegung der Reifeprüfung 1845 die Rheinische Friedrich-Wilhelms-Universität Bonn, wo er unter anderem mit Friedrich von Baden zusammentraf und Rechts- und Staatswissenschaften studierte.
Prinz Albert trat am 28. April 1843 als Junker beim Leib-Infanterie-Regiment in den aktiven Militärdienst der Sächsischen Armee ein. Mit seinem militärischen Begleiter Major von Linsingen bezog er die Infanteriekaserne in Dresden-Neustadt und erhielt am 24. Oktober sein Patent als Leutnant. Am 13. März 1845 erfolgte die Beförderung zum Oberleutnant, ab Ende November 1847 wechselte er zum Studium nach Bonn über. Nach seiner Rückkehr leistete er ab April 1848 zunächst Dienst bei der 4. Kompagnie des Fußartillerie-Regiments, dann wurde ihm die 7. und 9. Kompagnie anvertraut. Den Schleswig-Holsteinischen Krieg von 1849 verbrachte er bei der Artillerie, wobei ihm Rittmeister Adolf Senfft von Pilsach als Adjutant zugewiesen wurde. Er nahm als Hauptmann am Krieg gegen Dänemark teil und zeichnete sich am 13. April 1849 beim ersten Sturm auf die Düppeler Schanzen aus. Prinz Albert, der am 15. Juli den Kriegsschauplatz verließ, erreichte am 18. Juli Berlin und wurde einige Tage darauf in Pillnitz vom König mit dem Ritterkreuz des Militär-St.-Heinrichs-Ordens beliehen und vom König von Preußen mit dem Orden Pour le Mérite ausgezeichnet. Am 19. Juli 1849 erfolgte die Beförderung zum Major und am 27. September wurde er zum Kommandeur des 4. Bataillons der 1. Infanterie-Brigade und damit zum Kommandanten der Garnison von Bautzen ernannt. Am 16. Mai 1850 erhielt er von seinem königlichen Oheim Friedrich August II. das Patent zum Oberstleutnant und am 11. August die Ernennung zum Oberst und Kommandanten der leichten Infanterie-Brigade in Leipzig. Prinz Albert wurde am 21. Dezember 1851 an die Spitze der 3. Brigade gestellt und am 10. Oktober 1851 zum Generalmajor befördert. Am 21. Oktober 1852 wurde er an Stelle des Generalleutnants von Rockhausen zum Kommandanten der 1. Infanterie-Division ernannt und zum Generalleutnant befördert.
Durch den Tod des Königs Friedrich August II. im Jahr 1854 bekam Albert den Status des Kronprinzen und wurde verstärkt politisch aktiv. Neben seinem Vorsitz im Staatsrat wirkte Albert auch bei der Ausarbeitung neuer Gesetzentwürfe mit. Am 15. Oktober 1857 wurde er zum General der Infanterie befördert. Im Jahr 1866 wurde Kronprinz Albert von seinem Vater die Mobilmachung der sächsischen Armee übertragen. Albert führte im Deutschen Krieg die sächsischen Truppen gegen Preußen an und kämpfte unter anderem bei Münchengrätz und Gitschin. In der entscheidenden Schlacht bei Königgrätz bezogen die Sachsen unter Kronprinz Albert die Höhen bei Problus und deckten damit den linken Flügel der österreichischen Nordarmee unter Feldzeugmeister Benedek gegen das Vorgehen der preußischen Elbarmee unter General Eberhard Herwarth von Bittenfeld. Nach der Niederlage an der Seite Österreichs trat Sachsen noch 1866 dem Norddeutschen Bund bei. Kronprinz Albert übernahm das Kommando über das XII. (I. Königlich Sächsisches) Armee-Korps, als welches die sächsische Armee in das neue Bundesheer integriert wurde.
Im Deutsch-Französischen Krieg 1870/71 gehörte das Korps zunächst zur 2. Armee und zeichnete sich am 16./18. August 1870 in der Schlacht bei Gravelotte (Bataille de Saint-Privat) aus. Am 19. August erfolgte die Bildung der Maas-Armee (4. Armee), deren Kommando Albert übernahm. Am 30. August 1870 war er im Gefecht bei Beaumont siegreich. Die neugebildete Maas-Armee schlug gemeinsam mit der 3. Armee die französische Armee Patrice de Mac-Mahons, bei der sich auch Kaiser Napoleon III. befand, am 1. September 1870 in der Schlacht von Sedan. Mit der Kapitulation der französischen Truppen und der Gefangennahme des französischen Kaisers am 2. September war diese Schlacht vorentscheidend für den Ausgang des Krieges. Albert wurde noch in Compiègne am 22. März 1871 mit dem Großkreuz des Eisernen Kreuzes ausgezeichnet. Nach der Rückkehr in die Heimat erfolgte am 16. Juni seine Ernennung zum Generalinspekteur der I. Armee-Inspektion, welcher das I., II. und X. Armee-Korps unterstanden. Am 11. Juli 1871 wurde er bei seinem Einzug in Dresden durch Wilhelm I. zum ersten nicht-preußischen Generalfeldmarschall ernannt.
Nach dem Tod seines Vaters am 29. Oktober 1873 wurde Albert König von Sachsen. Er setzte die Einordnung Sachsens in das von Preußen geführte Deutsche Reich fort. Zentrale Aspekte seiner auf Friedenssicherung bedachten Politik waren außenpolitisch die Aussöhnung mit Preußen und die Erhaltung der bundesstaatlichen Ordnung im Deutschen Reich. Innenpolitisch strebte König Albert eine Neugestaltung der Landesverwaltung an. In seine Regierungszeit fallen unter anderem die Verbesserung der Armenpflege und eine umfassende Reform des Steuerwesens 1878 sowie die Verlegung der sächsischen Staatsmünze von Dresden nach Muldenhütten 1887. Im Jahre 1879 weihte er den Neubau der Fürstenschule Sankt Afra in Meißen ein, am 24. September 1891 den Neubau der Fürstenschule St. Augustin in Grimma. Mit dem neuen Wahlgesetz 1896 führte Albert das Dreiklassenwahlrecht ein. Albert mischte sich in politische Angelegenheiten nicht ein und beschränkte sich auf repräsentative Aufgaben, wodurch sich das Königreich Sachsen während seiner Herrschaft zur parlamentarischen Monarchie nach britischem Vorbild entwickelte. Im Jahr 1902 wurde König Albert ernsthaft krank und lange Zeit in seiner Sommerresidenz Schloss Sibyllenort gepflegt. Mindestens drei Leibärzte kümmerten sich um ihn und brachten fast täglich Zustandsmeldungen in die Öffentlichkeit. Schließlich verstarb er dort.

## Ehe
Albert von Sachsen heiratete am 18. Juni 1853 in Dresden Carola von Wasa-Holstein-Gottorp, einzige Tochter des Prinzen Gustav von Wasa und der Prinzessin Luise von Baden. Carola gründete 1867 den nach ihrem Mann benannten Albertverein, der sich der freiwilligen Krankenpflege widmete und dazu 1878 das Carolahaus eröffnete. Zum 25-jährigen Bestehen des Vereins stiftete König Albert 1892 die Carola-Medaille für hilfreiche Nächstenliebe. Nach der Königin Carola sind auch Anlagen benannt worden wie der Carolateich im erzgebirgischen Aue. Die Ehe König Alberts mit Carola blieb kinderlos. Nach seinem Tod 1902 wurde sein jüngerer Bruder Georg neuer sächsischer König.

## Vorfahren
| Ahnentafel Albert von Sachsen | Ahnentafel Albert von Sachsen                                                                    | Ahnentafel Albert von Sachsen                                                                    | Ahnentafel Albert von Sachsen                                                             | Ahnentafel Albert von Sachsen                                                           | Ahnentafel Albert von Sachsen                                                                              | Ahnentafel Albert von Sachsen                                                                            | Ahnentafel Albert von Sachsen                                                                          | Ahnentafel Albert von Sachsen                                                               |
| ----------------------------- | ------------------------------------------------------------------------------------------------ | ------------------------------------------------------------------------------------------------ | ----------------------------------------------------------------------------------------- | --------------------------------------------------------------------------------------- | --- | --- | --- | ------------------------------------------------------------------------------------------- |
| Alteltern                     | König August III. (1696–1763) ⚭ 1719 Maria Josepha von Österreich (1699–1757)                    | Kaiser Karl VII. (1697–1745) ⚭ 1722 Maria Amalia von Österreich (1701–1756)                      | Herzog Philipp von Parma (1720–1765) ⚭ 1738 Marie Louise Élisabeth de Bourbon (1727–1759) | Kaiser Franz I. Stephan (1708–1765) ⚭ 1736 Maria Theresia (1717–1780)                   | Herzog Christian III. von Pfalz-Zweibrücken (1674–1735) ⚭ 1719 Karoline von Nassau-Saarbrücken (1704–1774) | Joseph Karl von Pfalz-Sulzbach (1694–1729) ⚭ 1717 Elisabeth Auguste Sofie von der Pfalz (1693–1728)      | Großherzog Karl Friedrich von Baden (1728–1811) ⚭ 1751 Karoline Luise von Hessen-Darmstadt (1723–1783) | Landgraf Ludwig IX. (1719–1790) ⚭ 1741 Karoline Henriette von Pfalz-Zweibrücken (1721–1774) |
| Urgroßeltern                  | Kurfürst Friedrich Christian von Sachsen (1722–1763) ⚭ 1747 Maria Antonia von Bayern (1724–1780) | Kurfürst Friedrich Christian von Sachsen (1722–1763) ⚭ 1747 Maria Antonia von Bayern (1724–1780) | Herzog Ferdinand von Bourbon (1751–1802) ⚭ 1769 Maria Amalia von Österreich (1746–1804)   | Herzog Ferdinand von Bourbon (1751–1802) ⚭ 1769 Maria Amalia von Österreich (1746–1804) | Friedrich Michael von Pfalz-Birkenfeld (1724–1767) ⚭ 1746 Maria Franziska von Pfalz-Sulzbach (1724–1794)   | Friedrich Michael von Pfalz-Birkenfeld (1724–1767) ⚭ 1746 Maria Franziska von Pfalz-Sulzbach (1724–1794) | Karl Ludwig von Baden (1755–1801) ⚭ 1774 Amalie von Hessen-Darmstadt (1754–1832)                       | Karl Ludwig von Baden (1755–1801) ⚭ 1774 Amalie von Hessen-Darmstadt (1754–1832)            |
| Großeltern                    | Maximilian von Sachsen (1759–1838) ⚭ 1792 Caroline von Bourbon-Parma (1770–1804)                 | Maximilian von Sachsen (1759–1838) ⚭ 1792 Caroline von Bourbon-Parma (1770–1804)                 | Maximilian von Sachsen (1759–1838) ⚭ 1792 Caroline von Bourbon-Parma (1770–1804)          | Maximilian von Sachsen (1759–1838) ⚭ 1792 Caroline von Bourbon-Parma (1770–1804)        | König Maximilian I. Joseph (1756–1825) ⚭ 1797 Karoline von Baden (1776–1841)                               | König Maximilian I. Joseph (1756–1825) ⚭ 1797 Karoline von Baden (1776–1841)                             | König Maximilian I. Joseph (1756–1825) ⚭ 1797 Karoline von Baden (1776–1841)                           | König Maximilian I. Joseph (1756–1825) ⚭ 1797 Karoline von Baden (1776–1841)                |
| Eltern                        | König Johann von Sachsen (1801–1873) ⚭ 1822 Amalie Auguste von Bayern (1801–1877)                | König Johann von Sachsen (1801–1873) ⚭ 1822 Amalie Auguste von Bayern (1801–1877)                | König Johann von Sachsen (1801–1873) ⚭ 1822 Amalie Auguste von Bayern (1801–1877)         | König Johann von Sachsen (1801–1873) ⚭ 1822 Amalie Auguste von Bayern (1801–1877)       | König Johann von Sachsen (1801–1873) ⚭ 1822 Amalie Auguste von Bayern (1801–1877)                          | König Johann von Sachsen (1801–1873) ⚭ 1822 Amalie Auguste von Bayern (1801–1877)                        | König Johann von Sachsen (1801–1873) ⚭ 1822 Amalie Auguste von Bayern (1801–1877)                      | König Johann von Sachsen (1801–1873) ⚭ 1822 Amalie Auguste von Bayern (1801–1877)           |
| Albert von Sachsen            |                                                                                                  |                                                                                                  |                                                                                           |                                                                                         | | | |                                                                                             |

## Ehrungen (Auswahl)

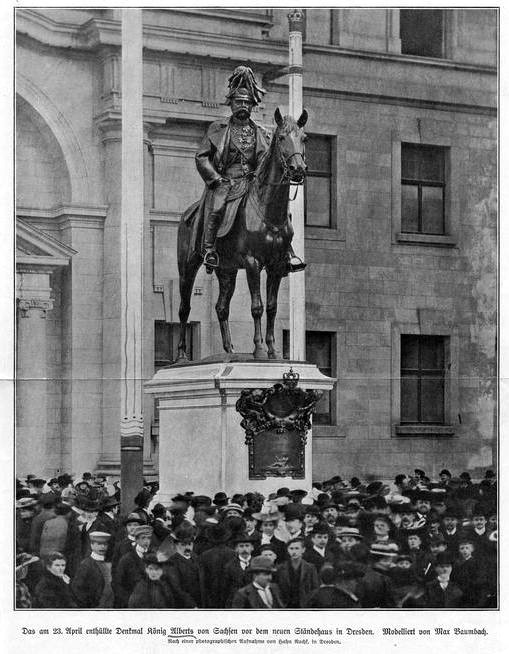
König-Albert-Denkmal auf dem Dresdner Schlossplatz

Die früheste bekannte Ehrung ist die Benennung des Aussichtsturms auf dem Collmberg bei Oschatz nach dem damaligen Prinz Albert. Der Turm wurde 1853 errichtet und 1854 eingeweiht.
Im Jahr 1877 weihte König Albert eine Dresdner Vorstadt ein, die Albertstadt. Sie war damals die größte zusammenhängende Kasernenanlage Deutschlands.
Neben der ehemaligen Garnisonsvorstadt sind in Dresden noch weitere Bauwerke und Plätze nach ihm benannt, so die Albertbrücke, der Alberthafen, der Albertplatz und die Albertstraße sowie das Albertinum. Anlässlich des 70. Geburtstages König Alberts und seines 25-jährigen Regierungsjubiläums stiftete die Stadt Dresden 1898 zudem den Albertpark, der als Teil der Dresdner Heide zur Gemarkung Neustadt gehört. Das 1906 postum auf dem Schloßplatz aufgestellte König-Albert-Denkmal (Reiterstandbild) wurde nach dem Zweiten Weltkrieg eingeschmolzen. Dessen Sockel steht inzwischen wieder am ursprünglichen Standort und trägt seit 2008 die Rietschel-Skulptur Friedrich August I., des ersten Königs von Sachsen.
In Leipzig wurde der König ebenfalls in mehrfacher Form geehrt: Der Krystallpalast wurde ab 1886/1887 nach Entwürfen des Architekten Arwed Roßbach erweitert: Es entstand die Alberthalle, ein Kuppelbau mit 46 Metern Spannweite. Die Alberthalle ermöglichte Zirkus-, Theater-, Konzert- und Varieté-Aufführungen mit jeweils 3000 bis 3500 Zuschauern.
Der 1891 eröffnete Neubau der Universitätsbibliothek erhielt den Namen Bibliotheca Albertina und der 1894 bis 1896 errichtete Universitätsbau den Namen Albertinum, letzteres wurde 1968 zusammen mit der Universitätskirche St. Pauli auf Veranlassung der SED aus ideologischen Gründen gesprengt um Platz für eine neue, sozialistische Universität zu schaffen. 1894 wurde bei der wissenschaftlichen Erstbeschreibung dem Wimpelträger (Pteridophorba alberti) zu Ehren von König Albert das Artepitheton alberti verliehen. Seiner Frau wurde im selben Jahr eine vergleichbare Ehrung zu teil: Nach ihr der Carola-Paradiesvogel benannt. Wie in Dresden gab auch Leipzig anlässlich des 25. Thronjubiläums des Königs 1898 einem Park seinen Namen. Heute ist der König-Albert-Park Teil des Clara-Zetkin-Parks. Das 1900 nach ihm benannte König-Albert-Gymnasium fiel 1943 den Bombenangriffen auf die Stadt zum Opfer.
Weitere Ehrungen
- König-Albert-Museum (Chemnitz)
- König-Albert-Museum (Zwickau)
- mehrere König-Albert-Türme
- König-Albert-Denkmal (Reiterstandbild) in Aue (nach 1945 entfernt)
- König-Albert-Denkmal auf dem Windberg bei Freital
- König-Albert-Denkmal in Meißen (Reiterstandbild 1945 abgetragen, 1958 Neueinweihung als Gedenkstätte für die Opfer des Faschismus)
- König-Albert-Denkmal auf dem Markt in Radeberg (1940 eingeschmolzen)
- König-Albert-Denkmal (1902 – 12. August 1943/eingeschmolzen) auf dem Markt von Pirna
- Albertsbahn AG mit ihrer gleichnamigen Strecke von Dresden nach Tharandt
- König-Albert-Brunnen in Plauen
- König-Albert-Stift in Plauen (heute Berufliches Gymnasium und Medizinische Berufsfachschule)[11]
- Albertbad in Bad Elster
- Albertsberg Ortsteil von Auerbach/Vogtl.
- Albertpark in Freiberg
- Albertplatz in Radebeul
- Albertplatz in Schöneck/Vogtl.
- Albertstein in Radebeul-Wahnsdorf
- Albertstraße in Siebenlehn
- König-Albert-Brücke in Aue
- König-Albert-Statue im Innenhof vom Gymnasium St. Augustin in Grimma
- König-Albert-Werk (1898–1930; ursprünglich in Lichtentanne, heute zu Zwickau gehörig)
- König-Albert-Park in Taucha (heute Stadtpark)[12]
- König Albert, Schiff der Sächsisch-Böhmischen Dampfschiffahrts-Gesellschaft, siehe Meissen (Schiff, 1885)
- König Albert, Schiff der Sächsisch-Böhmischen Dampfschiffahrts-Gesellschaft, siehe Pirna (Schiff, 1898)
- König Albert (Schiff, 1899), deutsches Passagier- und Postschiff
- Reiterstandbild am Lauenturm in Bautzen
- König Albert (Schiff, 1913), Schlachtschiff der Kaiserlichen Marine